# Юрма (кулинария)
Юрма — горячее блюдо, суп, происходящий от ритуальных праздничных супов финно-угорской кухни, в частности, коми-пермяцкой. Представляет собой смесь ухи и бульона из птицы (дичи).

## История блюда
Юрма как русское блюдо происходит от древних блюд народов, занимающихся охотничьим промыслом и рыбалкой. По-видимому, изначально юрма представляла собой просто смесь рыбного бульона и бульона из дичи. Похожие блюда входят, например, в кухню хантов и манси — варево из тайменя или нельмы и дичи: куропатки, рябчиков. Кроме того, в этот суп добавлялся ягель из желудков оленей. По отзывам европейских путешественников, гаже этого блюда сложно что-то представить.
В дальнейшем способ совмещения рыбы и птицы в одном блюде был заимствован русскими первопроходцами, поселившимися на Урале и распространился в России — более того, блюдо было улучшено за счёт использования лука и пряностей
Однако блюдо не сохранилось в русской кухне. Последнее известное упоминание о нём имеется в «Росписи царским кушаньям» в 1610 году. Причины исчезновения блюда отчасти связаны с тем, что юрма была парадным блюдом, подавалась к царскому и патриаршему столу, а уже в XVIII веке знать перешла на заимствованный западноевропейский стол. Кроме того, сыграли свою роль и религиозные причины: юрма противоречит принципу деления любой пищи на постную и скоромную.
Последним известным лицом, употреблявшим юрму, был патриарх Никон.

## Происхождение названия
На древность блюда и его происхождение указывает коми-пермяцкий корень слова «юр», переводимый как «котелок», «горшок». Кроме того, имеется коми-пермяцкое слово «урма», что переводится как «артель», а в древности имело значение «много», «полным-полно». Вероятнее всего, в древности блюдо называлось «юр-урма», что можно перевести как «котелочное полным-полно» или «полным-полно в котелке». Русские поселенцы сократили название до слова «юрма».

## Рецепт
Данный рецепт является реконструированным, поскольку рецепта не сохранилось и достоверно известно, что в состав юрмы входили рыба, курица и шафран.
Сначала необходимо приготовить рыбный и куриный бульоны. Что касается рыбного бульона, то подходящими для бульона являются судак, сиг, таймень, хариус, нельма, то есть сорта рыбы, обладающие нежным белым или слегка розоватым мясом. Из морских рыб подойдут навага, нототения, пикша. Что касается курицы, то она должна быть нежирной (лишний жир лучше снять) и очищенной от кожи.
Бульоны варят в разных кастрюлях, каждый с очищенной луковицей, лавровым листом и чёрным перцем горошком. Важно добиться прозрачности обоих бульонов, для чего прибегают к процедурам осветления: собирают с поверхности жир, вливают перед сливом бульона 1-2 ложки ледяной воды.
Рыбный бульон необходимо варить не более 20 минут, затем рыбу, порезанную крупными кусками извлечь и отложить. Куриный бульон варить до готовности курицы, затем курицу надо вынуть и белое мясо порубить (не в мясорубке) на маленькие кусочки, смешать с зелёным луком и ложкой-другой манной крупы, взбитым сырым яйцом и сформировать из полученной массы кнели, размером в грецкий орех.
Соединить бульоны, руководствуясь двумя правилами: куриного бульона должно быть немного больше рыбного и вливать надо горячий куриный бульон в горячий рыбный. После соединения бульонов необходимо прогреть смесь в течение нескольких минут на слабом огне, затем добавить огонь и отварить кнели (в случае, если кнели окажутся неплотными, лучше отваривать их порциями в погруженном в суп половнике). Вынуть кнели, в суп положить мелко нарезанные укроп, петрушку, сельдерей, зелёный лук, посыпать шафраном. Также можно положить два-три зубчика чеснока. Кроме того, можно использовать порубленные молодые листья хрена, ложечную траву. Вместо зелени можно всыпать стакан порубленной молодой крапивы. Проварить 1-2 минуты, положить в бульон кнели и куски рыбы, прогреть на огне в течение нескольких минут.

## Употребление
Вкус у юрмы интересный: рыба становится нейтральной по вкусу, а курица приобретает выраженный рыбный аромат. Бульон получается терпким и вяжущим.
В тарелку наливают юрму, кладут по 1—2 куска рыбы и 3—4 кнеля, едят с шанежками или мягким белым хлебом.

## Интересные факты
- Съеденная тарелка юрмы вызывает приступ сильной жажды. Вероятно, это связано с вяжущими свойствами бульона.
- «Уха курячья шафранная» упомянута в романе А.Толстого «Князь Серебряный»